# Лакалака
Лакалака (тонг. lakalaka; в переводе — «двигаться оживлённо или с осторожностью») — тонганский танец.
Танец, предположительно, сформировался в результате синтеза нескольких древних тонганских танцев, прежде всего, меэлауфола (тонг. me‘elaufola), меутуупаки (тонг. me‘utu‘upaki; мужского танца, исполнявшегося с небольшими вёслами для каноэ) и фаахиула (тонг. fa‘ahiula; женского танца, в котором использовались сложные движения руками).. Несмотря на некоторые различия, определяющую роль в формировании лакалака сыграл танец меэлауфола, который с появлением на островах Тонга христианских миссионеров был запрещён. Основным отличием было то, что меэлауфола был неформальным танцем, исполнявшимся отдельно мужчинами и женщинами и сопровождавшимся под музыку барабана, в то время как лакалака считается формальным танцем, который исполняется мужчинами вместе с женщинами без музыкального сопровождения. Точное время появления танца неизвестно, но, предположительно, он появился в конце 1870 — начале 1880-х годов. К середине 1880-х годов лакалака получил широкое распространение на всех островах Тонга.
Непосредственно танец отражает структуру официальной тонганской речи и состоит из трёх частей:
1. факатапу (тонг. fakatapu), вступительной части, в которой выражается признание представителям определённой родословной линии. Факатапу, используемая в начале лакалака, зависит от статуса сочинителя речи и той группы, которая будет исполнять танец[4];
2. основной части танца, в которой отражается тема, информация о событиях, родословная отдельных людей, мифы и история деревни и другая информация;
3. татау (тонг. tatau), заключительной части, в которой исполнители прощаются со зрителями и вновь поклоняются вождям деревни[5].

Фактически главным лицом в танце является так называемый пунаке (тонг. punake), который одновременно является поэтом, композитором, хореографом. Лакалака исполняется как мужчинами, так и женщинами, как правило, из одной деревни (их количество иногда достигает 400 человек), которые выстраиваются в два ряда: женщины — слева, мужчины — справа. При этом расположение людей в рядах отражает социальную иерархию, существующую в деревне. Так, в центре стоят мужчины и женщины, занимающие высокий статус (например, дети вождя, директор школы и т. д.). Ближе к центру находятся лица церемониального прислуживающего статуса. В третьей позиции стоят лучшие танцоры деревни, а по краям первого ряда стоят другие лица, почитаемые в деревне из-за их достаточно высокого статуса.
Во время танца, который начинается со стихов, исполнители практически стоят на месте, лишь делая специальные движения руками, которые должны отражать смысл и значение стихотворных слов, при этом мужчины делают быстрые и энергичные движения, а женщины исполняют изящный танец с элегантными движениями рук (поэтому складывается впечатление, что исполняются два разных танца). Движения ног в лакалака минимальны, особенно для женщин, которые делают лишь пару шагов в стороны и назад и вперёд. Мужчины же более свободны в своих движениях: они могут наклоняться, крутиться, ложиться на землю.
Зрители лакалака остаются не без участия. Во время исполнения танца они должны дарить так называемые факапале (тонг. fakapale), или подарки танцорам. Как правило, это лубяная ткань, циновки, длинные куски европейской материи, деньги.
В каждой деревне лакалака исполняется не меньше раза в год и его, как правило, приурочивают к крупным торжествам, например, дню коронации или рождения тонганского монарха. Кроме того, танец исполняется на других публичных мероприятиях (например, во время открытия какого-то важного здания или деревенского праздника).
В 2003 году ЮНЕСКО признала лакалака «шедевром устного и нематериального наследия человечества».